# منتخب فنزويلا لكرة القاعدة
منتخب فنزويلا الوطني لكرة القاعدة هو الفريق الذي يمثل فنزويلا في المنافسات الدولية لرياضة كرة القاعدة يعتبر من أقوى منتخبات العالم في هذه الرياضة حيث تمكن من الفوز بكأس العالم لكرة القاعدة مرة واحدة في سنة 1959 ويحتل حالياً المركز العاشر في التصنيف العالمي لمنتخبات كرة القاعدة الوطنية  ويقوم إتحاد فنزويلا لكرة القاعدة بإدارة شؤونه.